# Нижний замок (Витебск)

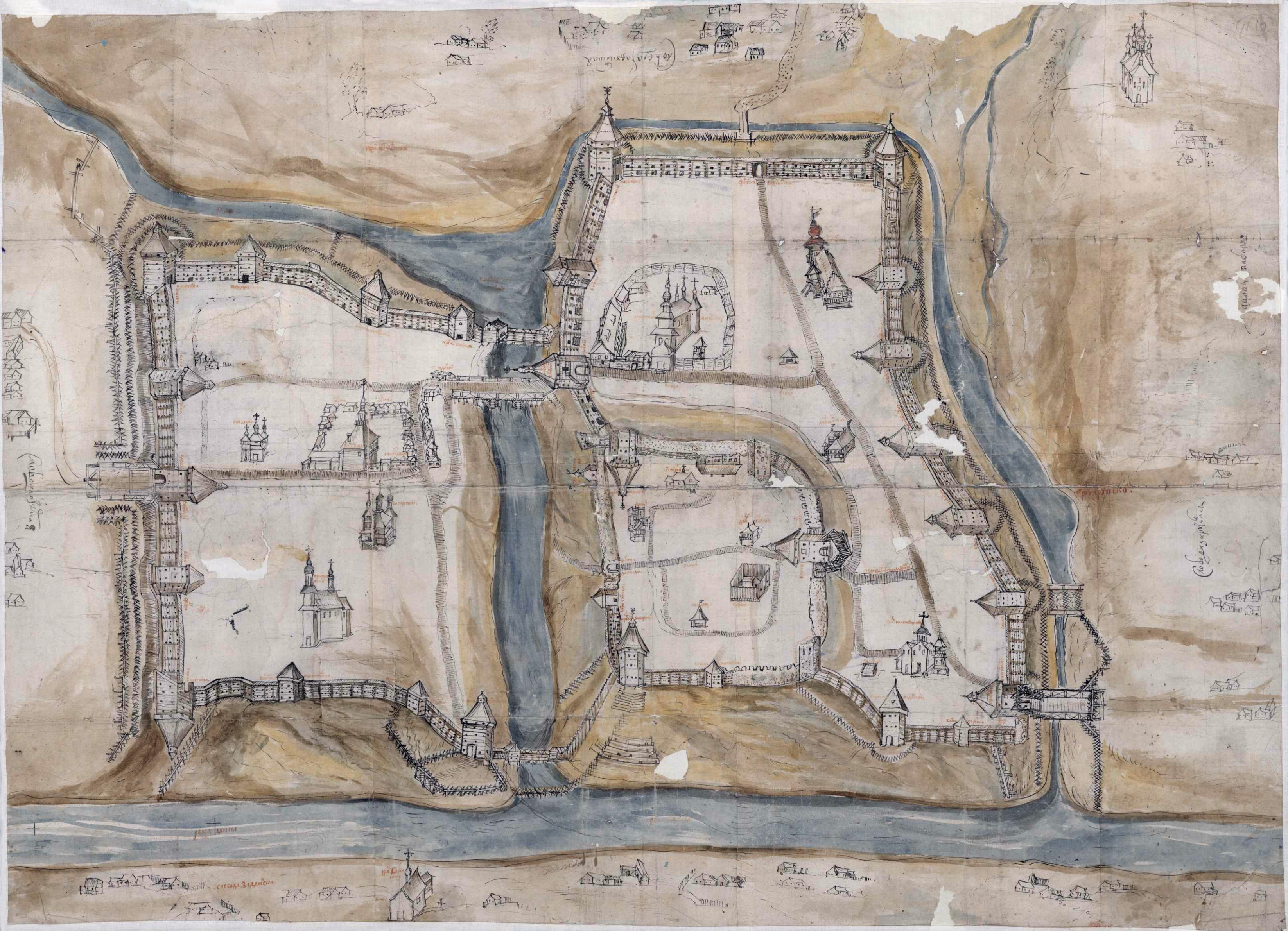
«Чертёж города Витебска» (1664), Нижний замок справа

Нижний замок — бывший замок в Витебске на юго-восток и юг от Верхнего замка. С востока и юга ограничен рекой, с запада омывался Западной Двиной. Площадь — 7-7,5 га. Первое поселение в западной части замка в VI-VIII вв. (найдены материалы банцеровско-тушемлинской культуры). К XVII в. было 12 башен и 3 башни-брамы — Еврейская, Заручевская, Волконский круглик; 9 глухих башен — Напрудная, Мещанский и Духовской круглик, Княжеская, Торопецкая, Доминиканская, Швыковская, Старосельская, Средняя. Длина линии обороны составляла 1256 м. На территории Нижнего замка находилась Благовещенская церковь, Алексеевский монастырь, дворец Огинского, дом Шапкина и др. Окончательно сгорел в 1757 году.
В 1959 г. во время земляных работ по площади Свободы случайно обнаружена первая в Белоруссии берестяная грамота XIII—XIV веков. Культурный слой на пл. Свободы 5-8 м. В нём хорошо сохранились дерево и органические остатки.